# Real:Time:Love 3
Real:Time:Love 3 (hangul= 리얼:타임:러브 3, RR= Rieol:taim:reobeu 3), es una serie web surcoreana transmitida del 14 de agosto del 2020 hasta el 2 de octubre del 2020, a través de VLIVE.
La serie es la tercera temporada de la serie web Real:Time:Love emitida en el 2019. Al finalizar se anunció que habría una cuarta temporada titulada "Real:Time:Love 4".

## Historia
Después de diez años de ser mejores amigos, Hong Yeon y Moon Ye-chan han estado saliendo durante los últimos seis meses. Pronto su relación honesta y segura, tendrán que mantenerla en secreto cuando se da una situación.

## Reparto

#### Personajes principales
| Actor                   | Personaje               | N.º de episodios | Notas                                                                                  |
| ----------------------- | ----------------------- | ---------------- | -------------------------------------------------------------------------------------- |
| Park Shi-young (박시영) | Hong Yeon (홍연역)      | 8                | Es la mejor amiga y novia de Moon Ye-chan, de quien está profundamente enamorada.      |
| Choi Hyun-wook (최현욱) | Moon Ye-chan (문예찬역) | 8                | Es el mejor amigo y novio de Hong Yeon. Es amoroso con su novia y sólo piensa en ella. |

#### Personajes recurrentes
| Actor                  | Personaje               | N.º de episodios | Notas |
| ---------------------- | ----------------------- | ---------------- | --- |
| Heo Won-seo (허원서)   | Lee Dong-hwi (이동휘역) | -                | Es uno de los compañeros de clases y amigo de Hong Yeon y Moon Ye-chan en la esucela "Ai Arts High School". Está profundamente enamorado de su novia Ih-ji. sin embargo después de humillarla sin darse cuenta frente a la escuela, ella le pide terminar. |
| Park Ji-young (박지영) | Kim Ih-ji (김이지역)    | -                | Es una de las compañeras de clases y amiga de Hong Yeon y Moon Ye-chan en la escuela "Ai Arts High School". Está profundamente enamorada de su novio Dong-hwi, pero recientemente se ha sentido triste al creer que los sentimientos de él hacia ella no son como antes. Cuando Dong-hwi la humilla enfrente de la escuela sin querer, mientras intentaba disculparse con ella por haber olvidado su aniversario, Ih-ji le pide terminar la relación. |
| Gu Ja-geon             | Woo Hyun (우현역)       | -                | Es uno de los compañeros de clases de Hong Yeon, Moon Ye-chan, Lee Dong-hwi y Kim Ih-ji en la escuela "Ai Arts High School". |
| Kim Gun (김건)         | Hong Gil-dong           | -                | Es el hermano menor de Hong Yeon. |
| Lee Won-jung           | Yook Deok-jin           | -                | Es un compañero de trabajo de Hong Yeon, está interesado en ella y a menudo la regaña. |
| Kim Do-ah              | Go Yun-yi               | -                | Es una cantautora popular con miles de fanáticos que en un programa de amor finge estar saliendo con Ye-chan y lo obliga a hacerse pasar por su novio a pesar de que él no está interesado. |

#### Otros personajes
| Actor | Personaje    | N.º de episodios | Notas                                               |
| ----- | ------------ | ---------------- | --------------------------------------------------- |
| -     | Yuk Ming-wan | -                | Es el director de la escuela "Ai Arts High School". |

#### Apariciones especiales
| Actor         | Personaje     | Episodio donde apareció | Notas |
| ------------- | ------------- | ----------------------- | --- |
| Yoo Byung-jae | Yoo Byung-jae | 1                       | Es un famoso con el que Hong Yeon y Moon Ye-chan se topan. Byung-jae acusa a Ye-chan de rayar su coche, pero Hong Yeon lo defiende y Byung-jae acepta las disculpas. |

## Episodios
La serie web está conformada por 8 episodios, los cuales serán emitidos todos los viernes KST a partir del 14 de agosto del 2020 por medio de NaverTV y V-Live y a partir del 21 de agosto del mismo año, por medio de Youtube.

## Producción
La serie web también es conocida como Real Time Love Pt.3. 
En el 2020 se anunció que la serie tendría una tercera temporada titulada "Real:Time:Love 3", la cual sería estrenada el 14 de agosto del mismo año a las 8:00 KST.
La serie fue producida por "KOKTV" de "WHYNOT Media".